# Odontophora insulana
Odontophora insulana is een rondwormensoort uit de familie van de Axonolaimidae. De wetenschappelijke naam van de soort is voor het eerst geldig gepubliceerd in 1978 door Belogurov.